# Bürgerstiftung Darmstadt
Die Bürgerstiftung Darmstadt ist eine Initiative von Bürgern der Stadt, die sich für das dauerhafte Gemeinwohl der Wissenschaftsstadt Darmstadt einsetzen und bürgerschaftliches Engagement in all seiner Vielfalt unterstützen. Mit der Gründung am 1. Januar 1976 verkörpert sie eine der ältesten Bürgerstiftungen Deutschlands.
Seit 2014 trägt die Bürgerstiftung Darmstadt das Gütesiegel für Bürgerstiftungen des Bundesverbandes Deutscher Stiftungen und erfüllt die „10 Merkmale einer Bürgerstiftung“.

## Stiftungszweck
Die Bürgerstiftung Darmstadt bringt Menschen zusammen, die sich als Zustifter oder Spender für eine friedliche, sozial ausgewogene, umweltgerechte, tolerante und kulturell vielfältige Bürgerschaft einsetzen.
Die Bürgerstiftung Darmstadt agiert politisch und wirtschaftlich unabhängig, überparteilich und offen über religiöse und konfessionelle Grenzen hinweg. Alle Projekte werden ausschließlich aus Zinserträgen des Stiftungsvermögens und aus Spendengeldern finanziert, das Stiftungsvermögen selbst wird dabei nicht aufgezehrt.
Projekte und Aktivitäten in folgenden Bereichen werden von der Stiftung gefördert:
- Erziehung und Bildung
- Alten-, Jugend-, Familien- und Behindertenhilfe
- Wissenschaft und Forschung
- Kunst, Kultur, Musik, Literatur, Theater und Denkmalpflege
- Sport
- Kriminalprävention
- Umwelt- und Naturschutz und Landschaftspflege
- Völkerverständigung
- Gesundheitswesen, Palliativ- und Hospizeinrichtungen bzw. -Aktivitäten
- Traditionelles Brauchtum und
- Heimatpflege.[4]

## Historie

### Stifterverein Alterswohnheim Darmstadt e.V.
1959 gründete Max Bach gemeinsam mit dem Architekten Kurt Jahn und dem damaligen Vizepräsidenten der Bundesbank Heinrich Troeger den Stifterverein Alterswohnheim in Darmstadt. Zweck des Vereins war das Errichten und Betreiben von Alten-, Kinder- und Jugendwohnheimen.
Bereits 1958 wurde mit dem Bau eines Altenwohnheims in der Hermannstraße 10 begonnen. Die Stadt Darmstadt räumte dem Verein Erbbaurecht auf einem Grundstück ein, welches von der Wiederaufbau GmbH mit dem Gebäude bebaut wurde. Im Mai 1960 erfolgte die Einweihung des Altenwohnheims, welches von dem Stifterverein bewirtschaftet wurde.
In einer Sitzung 1967 wurde dann der Name des Vereins von „Stifterverein Altenwohnheim Darmstadt e.V.“ in „Bürgerstiftung Darmstadt e.V.“ geändert.
Im Laufe der Zeit kamen weitere Projekte hinzu. 1972 wurde in der Havelstraße 16 aus dem Stiftungsvermögen eine Kindertagesstätte errichtet. Und auch für die bauliche Unterhaltung des Kindergartens in der Lichtenbergstraße sorgte die Bürgerstiftung.

### Die Gründung der Bürgerstiftung Darmstadt
In Folge eines Umbaus der Struktur 1975 gründete man zunächst die Bürgerstiftung Darmstadt als selbstständige Stiftung des Bürgerlichen Rechts. Das gesamte Vermögen des Vereins der Bürgerstiftung Darmstadt e.V. ging in die selbstständige Stiftung über. Zeitgleich wurde der „Verein der Bürgerstiftung e.V.“ gegründet, der die finanzielle und ideelle Unterstützung der Bürgerstiftung bezweckte. Der Verein wurde nach einigen Jahres aufgelöst, da das Finanzamt ihm die Anerkennung als gemeinnützig versagt hatte.
Die Bürgerstiftung Darmstadt als Stiftung des bürgerlichen Rechts bezweckte laut Satzung „in Darmstadt und Umgebung Alten-, Kinder- und Jugendheime oder ähnliche gemeinnützigen oder mildtätigen Zwecken dienende Einrichtung zu errichten und betreiben.“
1978/1979 errichtete die Bürgerstiftung in der Friedberger Straße die Kurt-Jahn-Anlage als Wohnheim für Behinderte, welches wegen steigenden Bedarfs 1991 erweitert wurde.
Seit den 1990er-Jahren waren Spenden und Erträge rückläufig in die Sanierung der vorhandenen Einrichtungen verbrauchte zunehmend das Stiftungsvermögen. Daraufhin beschloss der Vorstand im Jahr 2004, die Auflösung der Stiftung zu beantragen. Das Regierungspräsidium Darmstadt eruierte gemeinsam mit den Vorstandsmitgliedern Alternativen zur Auflösung.

### Umstrukturierung zur heutigen Bürgerstiftung
Zum 1. Januar 2010 wurde die Bürgerstiftung Darmstadt umstrukturiert. Sie wurde mit einer neuen Satzung als reine Kapitalstiftung gegründet. Die Immobilien der Bürgerstiftung wurden der Stadt Darmstadt überlassen, während die unselbstständigen Stiftungen der Stadt in die Bürgerstiftung eingegliedert wurden. Durch zweckgebundenes Vermögen und verschiedene Stiftungszwecke kamen neue Interessen dazu, welchen die Bürgerstiftung im Sinne der Stifter Rechnung zu tragen hat.
2010 startete die Bürgerstiftung Darmstadt mit den „Kindervorlesungen“ das erste eigene Projekt. Darauf folgten zahlreiche weitere Projekte, die von der Bürgerstiftung finanziell unterstützt und zum Teil auch erst ermöglicht werden.

## Vermögenslage
Das Gesamtvermögen der Bürgerstiftung Darmstadt beträgt (einschließlich Bilanzgewinn) 6.171.361,35 € (Stand 2020). Die Ausgaben für Stiftungszwecke belaufen sich seit 2010 auf insgesamt 1.200.677,66 € (Stand 2019).
Das Stiftungsvermögen ist in Fondsanteilen und Termin- und Tagesgeld angelegt. Im Jahr 2020 wurde ein Jahresüberschuss von 51.034,34 € erwirtschaftet.

## Mitglieder der Gremien

### Aktuelle Mitglieder
- Vorstand: Markus Hoschek (Vorstandsvorsitz), Senta Kahrhof, Günter Wickop (stellvertretender Vorsitzender)[9]
- Geschäftsführung: Gerd Wieber[9]
- Kuratoriumsvorsitz: Oberbürgermeister Hanno Benz

### Gründungsvorstand
Den Gründungsvorstand der Bürgerstiftung bildeten Kurt Jahn, Max Bach und Ernst Leonhardt.

## Eigeninitiierte Projekte

### Kindervorlesungen
Seit 2010 organisiert die Bürgerstiftung Darmstadt mehrmals im Jahr Vorlesungen für Kinder im Grundschulalter. Echte Experten, darunter auch Professoren, halten Vorträge und beantworten dem jungen Auditorium Fragen. Die Kindervorlesungen finden in den Räumlichkeiten der Technischen Universität Darmstadt statt.
Seit 2024 finden die Kindervorlesungen in dem Hörsaal 30, Gebäude S3|13 des Wissenschaftsschlosses der TU Darmstadt statt.

### Bücherkoffer
Seit 2011 packt die Bürgerstiftung Darmstadt in Kooperation mit den freien Buchhandlungen in Darmstadt jedes Jahr den Bücherkoffer. Der Koffer wird mit circa 60 Büchern bepackt und an die 3. Klassen der Darmstädter Grundschulen übergeben. Alle enthaltenen Bücher werden unter pädagogischen Gesichtspunkten und in Absprache mit den teilnehmenden Lehrkräften ausgewählt. Die teilnehmenden Förderschulen bekommen einen entsprechend angepassten Koffer. Das Projekt soll bei den Kindern Spaß zum Lesen wecken und durch das Lesen Fantasie und Kreativität fördern.

### Bibliothekskurier
Menschen, die aufgrund von Erkrankungen, Behinderungen oder altersbedingt nicht mobil sind, sollen durch dieses Projekt Zugang zu Büchern und andere Medien erhalten. In Kooperation mit dem „Ehrenamt für Darmstadt“ liefert ein Bücherauto im regelmäßigen Turnus Bücher, Zeitschriften, Filme etc. aus der Stadtbibliothek Darmstadt direkt nach Hause.

### Engagement für die Künstlerkolonie Mathildenhöhe
2019 wurde ein Crowdfunding-Projekt für die Mathildenhöhe Darmstadt ins Leben gerufen. Im Zuge des Projekts wurden Spenden für die Restauration von Skulpturen gesammelt, um die Ernennung der Künstlerkolonie Darmstadt zum UNESCO-Welterbe zu ermöglichen.

### Kinderwerkstatt
Die Kinderwerkstatt ist ein Format zur Berufsorientierung für Kinder im Alter von neun bis vierzehn Jahren, das von der Darmstädter Bürgerstiftung ins Leben gerufen wurde. Ziel dieses Projekts ist es, das Interesse an Handwerksberufen zu wecken und den Kindern Alternativen zum Studium aufzuzeigen. Das Projekt wird in Kooperation mit der Handwerkskammer (HWK) Frankfurt-Rhein-Main sowie regionalen Ausbildungsbetrieben umgesetzt.
Eine Kinderwerkstatt ist in zwei Abschnitte gegliedert. Zunächst wird den teilnehmenden Kindern ein Kurzfilm gezeigt, in dem sie Ausbildung und Arbeitsalltag verschiedener Handwerksberufe kennenlernen. Im Anschluss haben die Kinder die Möglichkeit, selbst aktiv zu werden und das im Film Gesehene in die Praxis umzusetzen.
Die erste reguläre Kinderwerkstatt fand am 13. Juli 2024 in den Räumlichkeiten der Technischen Universität Darmstadt statt. Bereits im März desselben Jahres hatte es einen erfolgreichen Testlauf gegeben. In beiden Fällen war das Unternehmen Resch Innenausbau und Tischlerei aus Babenhausen der Partner aus dem Handwerk.
In der ersten Kinderwerkstatt stand der Beruf des Tischlers im Mittelpunkt. Schreiner Konrad Kehr von der Firma Resch Innenausbau führte die Kinder anhand der Herstellung eines Schneidebretts in die Arbeit von Tischlern ein. Im praktischen Teil stelltem die Kinder das Schneidebrett unter Anleitung selbst fertig und nahmen es als Erinnerung mit nach Hause.

## Belege
1. 1 2 3  Die Bürgerstiftung. 20. Juni 2014, abgerufen am 24. März 2021 (deutsch).
2. 1 2 3 4 5 6 7 8 9 10 11  Historie. 7. Juli 2014, abgerufen am 22. März 2021 (deutsch).
3. ↑  Gütesiegel. 4. November 2014, abgerufen am 26. April 2021 (deutsch).
4. ↑  Stiftungszweck/Satzung. 26. Juni 2014, abgerufen am 24. März 2021 (deutsch).
5. ↑  Bürgerstiftung neu aufgestellt. 7. August 2009, abgerufen am 24. März 2021.
6. ↑  Tätigkeitsbericht 2020. Abgerufen am 16. März 2022.
7. ↑  Stiftungsreport. 8. August 2017, abgerufen am 26. April 2021 (deutsch).
8. ↑  Tätigkeitsbericht 2020. Abgerufen am 16. März 2022.
9. 1 2 3  Gremien der Bürgerstiftung. 8. Juli 2014, abgerufen am 24. März 2021 (deutsch).
10. ↑  Kindervorlesungen. 13. Februar 2025, abgerufen am 14. Februar 2025 (deutsch).
11. ↑  Kindervorlesungen. 9. Oktober 2014, abgerufen am 31. März 2021 (deutsch).
12. ↑  Bücherkoffer. 16. Januar 2015, abgerufen am 31. März 2021 (deutsch).
13. ↑  Darmstädter Bibliothekskurier. 12. September 2017, abgerufen am 31. März 2021 (deutsch).
14. ↑  Crowdfunding Künstlerkolonie Mathildenhöhe. 8. Februar 2019, abgerufen am 31. März 2021 (deutsch).
15. ↑  Kinderwerkstatt. 10. Februar 2024, abgerufen am 14. August 2024 (deutsch).
16. ↑  Kinderwerkstatt Pressemeldung. 15. Juli 2024, abgerufen am 14. August 2024 (deutsch).